# ندای جوانان
ندای جوانان (انگلیسی: The Call of Youth) فیلمی صامت به کارگردانی هیو فورد است که در سال ۱۹۲۱ منتشر شد. آلفرد هیچکاک طراح تیتراژ این فیلم بوده‌است. این فیلم هم‌اکنون یک فیلم گمشده است.